# Склоочисник

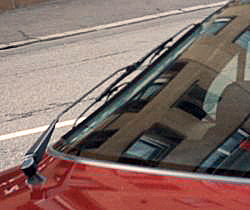
Склоочисник в положенні «парковка».

Склоочи́сник (також «двірни́к») — це пристрій, що використовується для видалення крапель дощу (вологи) і бруду з вітрового скла автомобіля. Всі транспортні засоби, включаючи поїзди, літаки та кораблі оснащені склоочисниками, це нормативна вимога.

## Опис

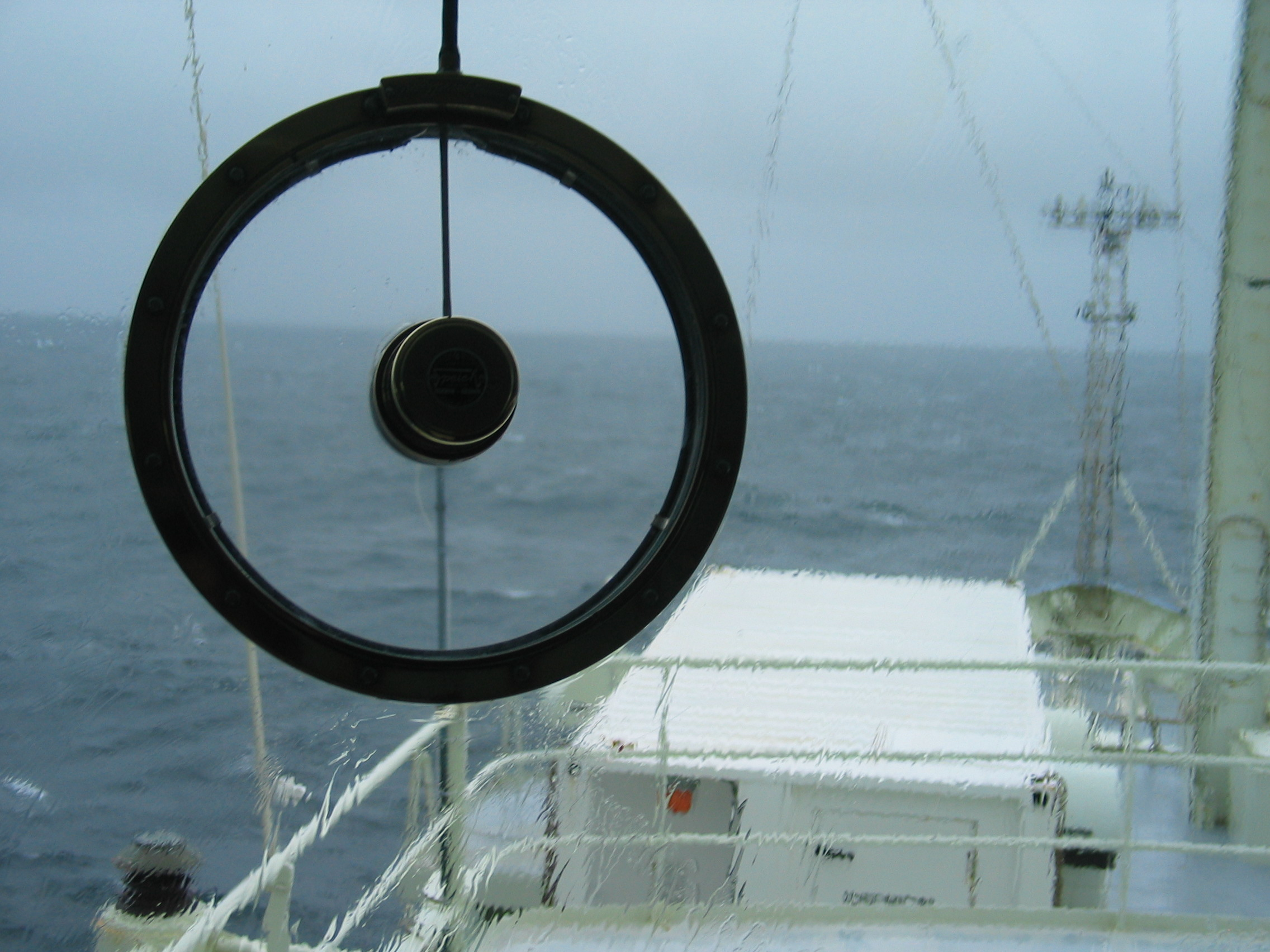
Типовий склоочисник на кораблях. Кругова частина скла має два шари, зовнішній — обертається на великій швидкості, видаляючи воду.

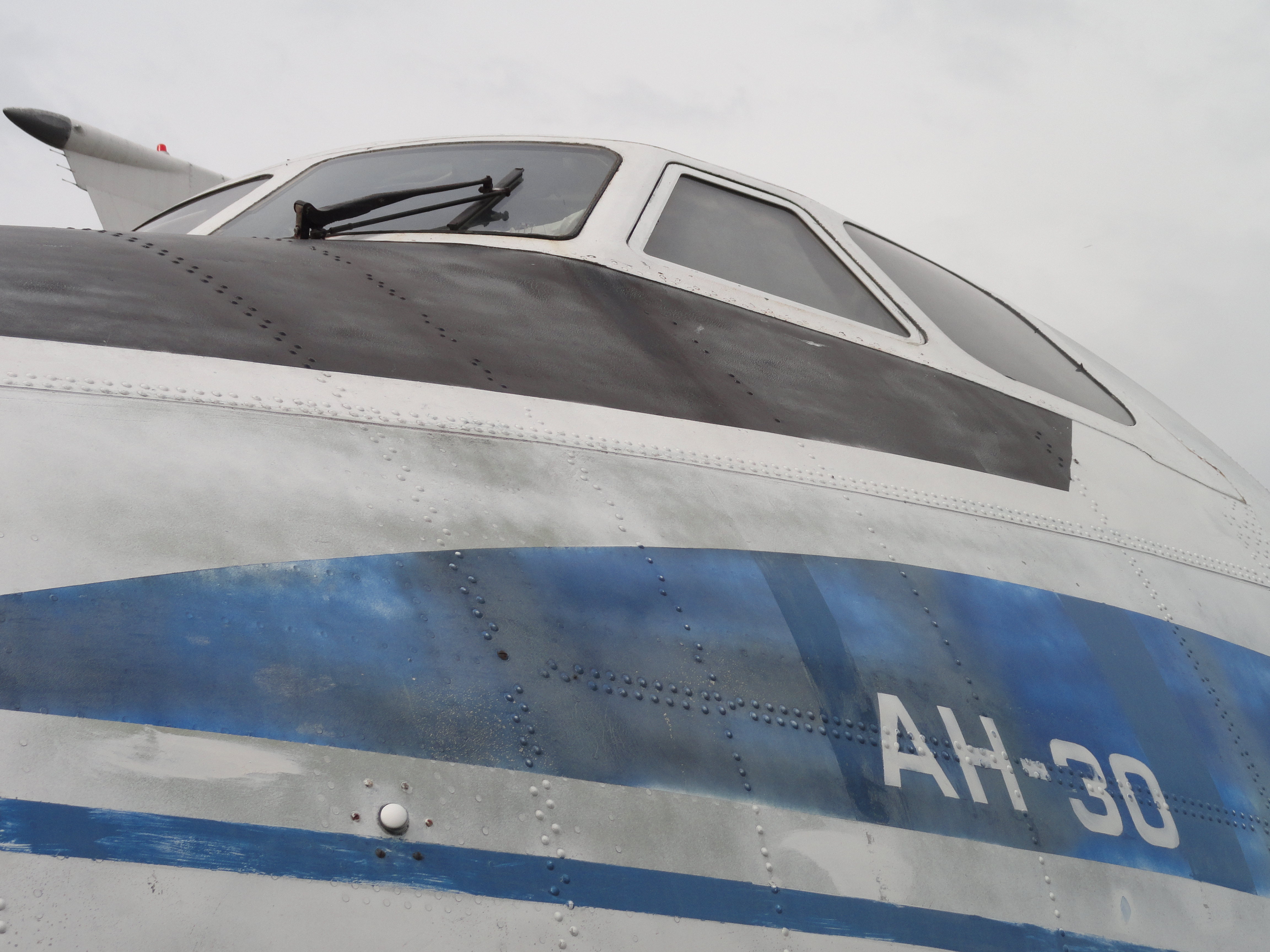
Склоочисник на лобовому склі кабіни літака Ан-30

Склоочисник зазвичай складається з важеля, один кінець якого закріплений рухомо на корпусі, а на другому прикріплена рухомо гумова лопать (щітка). Лезо щітки гойдається взад і вперед, зчищаючи воду з поверхні скла. Швидкість, як правило, регульована, з кількома рівнями постійної швидкості і одної або декількох «переривчастих». Більшість автомобілів використовують два синхронізованих важеля радіального типу, в той час як деякі комерційні транспортні засоби використовують один або кілька важелів. Компанія Mercedes-Benz вперше застосувала систему монолезо (англ. monoblade), в якій всього один склоочисник і він рухається по деякому "W'-подібному шляху, і притискаючи щітку впритул до кутів вітрового скла, повторюючи всі його контури.
Деякі великі автомобілі оснащені «прихованими» склоочисниками. Коли склоочисники відключені, механізм або схема «паркування» пересуває склоочисники вниз, недалеко від нижньої частини вітрового скла, але все ж на виду. Щоб приховати склоочисники, вітрове скло розташовується нижче краю капота, і склоочисники самі «паркуються» нижче діапазону очищення на нижній частині вітрового скла, і зникають з поля зору.
Склоочисники можуть приводитися в рух різними способами, хоча в більшості випадків, зусилля від електродвигуна йде через серію механічних компонентів послідовно або паралельно. Транспортні засоби з пневматичними гальмами іноді користуються пневматичними склоочисниками, що знаходяться в контурі невеликого об'єму повітря гальмівної системи, такі невеликі пневматичні системи встановлюють трохи вище вітрового скла і приводяться в дію шляхом відкриття клапана.

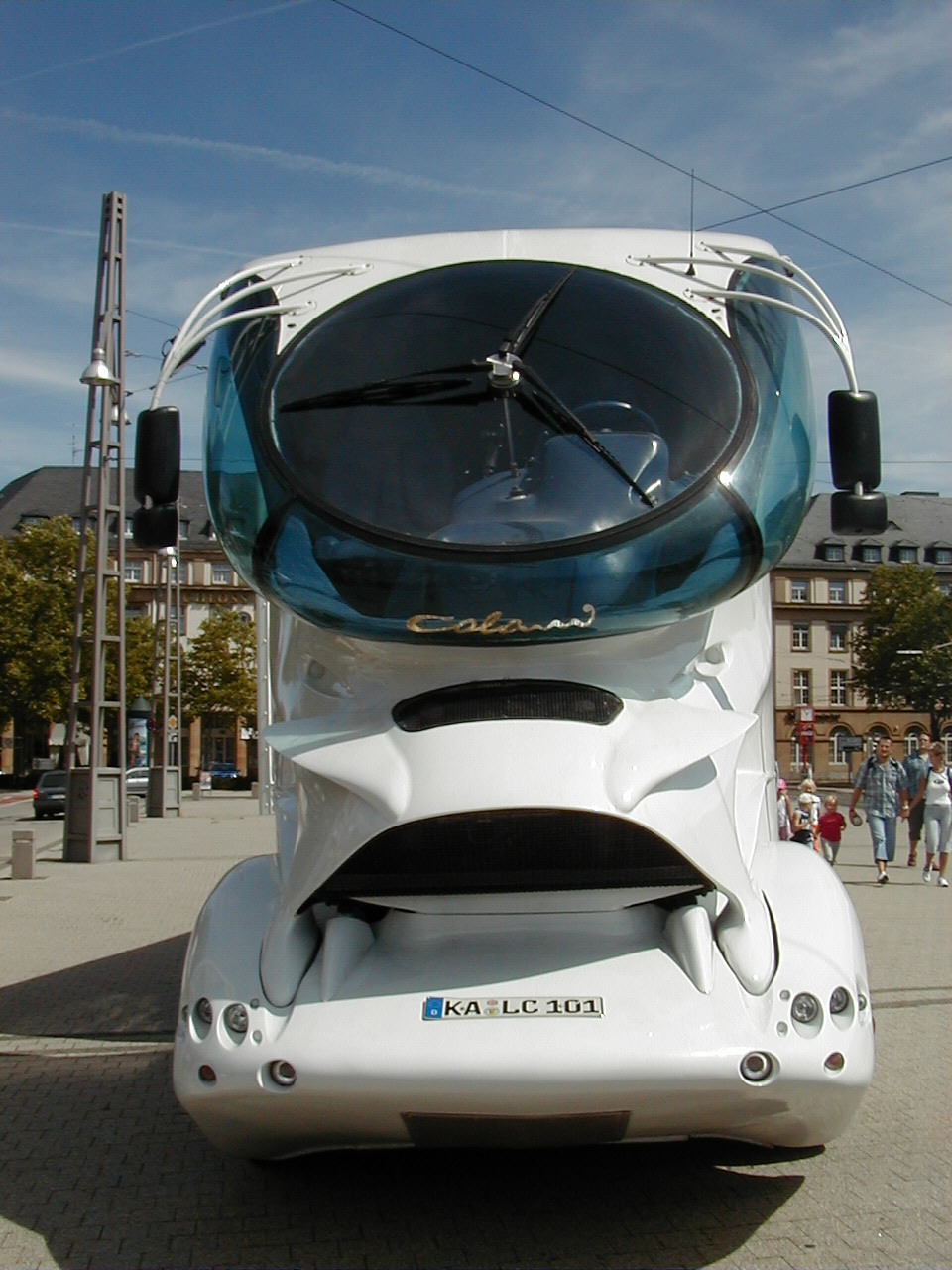
Склоочисник з трьома лезами на вантажівці фірми Colani.

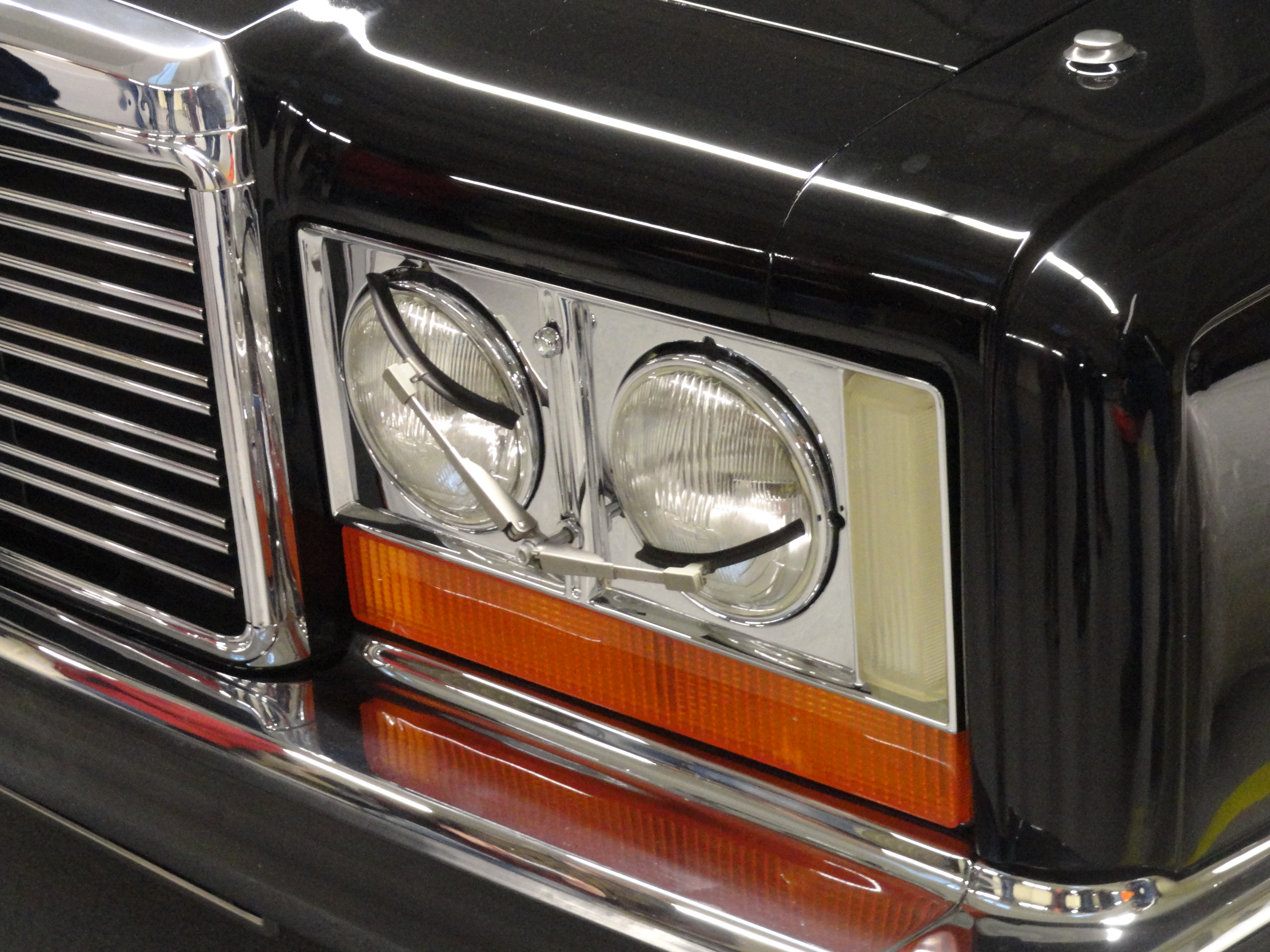
Двірники на фарах автомобіля представницького класу ЗІЛ-41045.

Раніше склоочисники приводилися в рух руками (обертанням ручки в салоні), тросом від двигуна. Часто живилися від вакуум-колектора, але це було упущення: склоочисники могли сповільнитися або навіть зупинитися. Ця проблема була деякою мірою подолана за допомогою комбінованих паливно-вакуумних підсилювачів насоса. Деякі автомобілі, в 1960-х і 1970-х роках мали гідравлічні склоочисники.
10 листопада 1903 року патентне відомство США видало патент № 743801 винахідниці Мері Андерсон на її винахід, який являв собою систему очищення для вікон автомобілів та інших транспортних засобів. Цей пристрій дозволяв очищати вікна від снігу, льоду та води. Одразу після отримання патенту Мері намагалася продати свій винахід Канадській компанії. Але, на жаль, виробнича компанія відмовилася купувати першу в світі систему склоочисників вікон транспортних засобів, вважаючи, що цей винахід не має ніякого практичного значення.
Як свідчить історія в 1902 році в один з холодних і дощових днів Мері Андерсон їхала в трамваї і помітила, що водій трамвая через мокрий снігу фактично нічого не бачить, так як лобове скло трамваю повністю було в снігу і у воді.
У той час, трамваї в США були оснащені подвійним лобовим склом. Та частина, яка була прямо перед водієм, мала спеціальну конструкцію, яка дозволяла відкривати стулку вікна, як звичайну віконну раму. Це було зроблено, для того щоб водій міг, відкривши вікно, очищати його від бруду, снігу та води. Але головний мінус цього способу очищення полягав в тому, що як водій відкривав вікно, то вітер і волога потрапляла в салон трамваю, заважаючи водієві і доставляючи дискомфорт усім пасажирам.

### Види автомобільних
1.Каркасні.
2.Безкаркасні.

## Схеми розташування та руху
Варіанти приводу щіток в наш час практично традиційні для кожного виду транспорту, але склалися вони не випадково. Дві основні вимоги — при парковці мінімально заважати огляду і забезпечувати максимальне покриття очищення — призводять на транспорті до традиційного нижньому привода з паркуванням направо і вниз (для лівого розташування керма), а на тракторах і спец. техніці — до верхнього приводу, так як там важливіше огляд через нижню частину скла робочої зони агрегату. На автобусах звичайна схема з двома паралелограмними нижніми приводами з паркуванням до центру, що забезпечує практично повне очищення лобового скла.

Звичайне розташування щіток у сучасних легкових автомобілів
Опозитно (ходять одна від одної) розташовані щітки (норм. Становище - внизу, як у Honda Civic 5D)
Те ж саме, тільки норм. становище - вгорі (як у Seat Toledo)
Просто один двірник: на лобовому склі у Таврії; на задньому склі у більшості автомобілів.
Один керований двірник (як у Mercedes C і E-class)
На високих прямокутних стеклах, характерно для автобусів.
На широкому низькому склі (як у вантажівках, Toyota FJ Cruiser)
Таке розташування в основному у автобусів або вантажівок
Верхній привід звичайний для тракторів та спец. техніки, іноді у вантажівок і автобусів, рідко на задньому склі легкових авто.
Реверсне розташування, таке наприклад у Mercedes в 140-му кузові